# Belegaer
La Belegaer, ou la Grande Mer est un océan fictif d'Arda dans l'œuvre de l'écrivain britannique J. R. R. Tolkien. Située à l'ouest de la Terre du Milieu, sa géographie a été modifiée à la fin du Premier Âge avec l'engloutissement du Beleriand.

## Toponymie
Son nom est sindarin : il comporte les éléments beleg « puissance » et aer ou eär signifiant « mer », mot que l'on retrouve aussi dans Eärendil (« adorateur de la mer »). Le nom en quenya de Belegaer, qui n'a jamais été utilisé dans un ouvrage publié, serait Alatairë.

## Histoire fictive
Avant le Second Âge, Belegaer s'étendait de la trouée d'Ilmen dans le grand Nord, où un pont de glace connu sous le nom d'Helcaraxë reliait la Terre du Milieu et Aman, jusqu'au sud. Belegaer était plus étroite au nord qu'au sud, avec sa partie la plus vaste près de l'équateur d'Arda.
L'étendue de Belegaer après l'Akallabêth n'est pas sûre, mais elle s'étendait assez loin vers le nord pour être couverte de glace, et loin dans le sud. Belegaer correspondrait à l'océan Atlantique si la Terre du Milieu représentait l'Eurasie et l'Afrique.
Avant la fin du Second Âge, le continent d'Aman, la maison des Valar, formait le bord ouest de Belegaer. Avant la destruction de Beleriand à la fin du Premier Âge, la mer était étroite et pleine de glace au nord, formant le détroit d'Helcaraxë. Il était par conséquent possible de faire la traversée Aman-Terre du Milieu à pied, malgré quelques difficultés, comme le firent Fingolfin et son peuple des Noldor alors qu'ils fuyaient Valinor.
Après la guerre de la Grande Colère, Belegaer fut élargie par l'inondation d'une grande partie de la Terre du Milieu et peut-être même d'une partie d'Aman. Le pont de glace du Nord fut enlevé, empêchant l'accès aux terres de l'Ouest. Durant l'Akallebêth au Second Âge, les mers se courbèrent et le monde devint rond. Aman disparut et Belegaer baigna de nouvelles terres : seuls les élus pouvaient trouver la route conduisant à Valinor. Il ne fut jamais précisé quelle était la nouvelle côte occidentale de Belegaer bien qu'il soit écrit que les réfugiés Númenóréens l'atteignirent durant leur recherche de Valinor. Il est aussi possible, comme la courbure des mers a rendu Arda ronde, que les terres à l'ouest de Belegaer soient en fait l'Est de la Terre du Milieu.

## Géographie

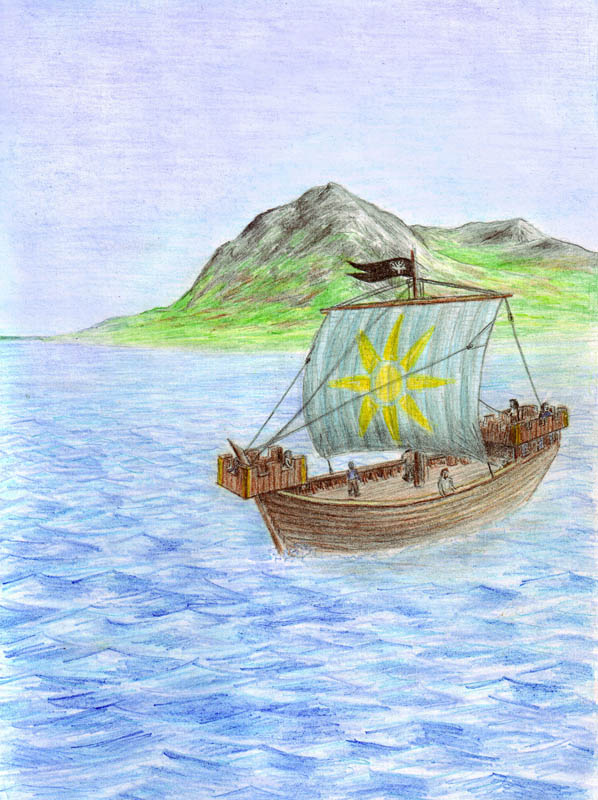
L'île de Tolfalas

### Îles et archipels

#### Îles Enchantées
Les Îles Enchantées (ou Îles du Crépuscule) sont des îles placées par les Valars dans la Grande Mer lors de la disparition de Valinor. Mis à part les elfes, Eärendil fut le seul à avoir pu les franchir.
Les Îles enchantées faisaient naître dans le cœur des marins une immense fatigue et une horreur de la mer. De plus, quiconque y posait pied plongeait dans un profond sommeil jusqu'au Changement du Monde.

#### Îles de l'Ouest
Les Îles de l'Ouest sont des Îles ayant été créées par l'inondation du Beleriand, elles n'existent donc seulement qu'à partir de la fin du Premier âge.

##### Tol Morwen
Tol Morwen (ou « pierre des infortunés ») est une île comportant une stèle en mémoire de Túrin, Nienor et Morwen, leur mère. Comme l'avait prédit un homme de la forêt de Brethil, elle ne fut pas engloutie sous les eaux comme le reste du Beleriand.

##### Tol Fuin
La submersion du Beleriand plongea toute la région du Dorthonion sous les eaux sauf son sommet le plus élevé qui resta hors de l'eau et devint l'île de Tol Fuin, à l'ouest du Lindon. 

##### Himling
Himling est un vestige qui resta émergé du Beleriand. C'est le sommet de la colline d'Himring sur laquelle Maedhros bâti une puissante forteresse.
Himling était initialement le nom de toute la colline, mais Tolkien décida de réserver ce nom à la partie supérieure de la colline, probablement parce que cette dernière forma une île à la suite de la submersion du Beleriand. 

#### Île de Balar
L'île de Balar est une île située dans la baie de Balar (présente seulement au Premier Âge).

#### Tolfalas
Tolfalas (qui signifie « île côtière » en Sindarin) est une île couverte de collines située dans la baie de Belfalas. On ignore si elle est habitée ou non.

### Baies, Golfes et Estuaires

#### Baie d'Eldamar
La baie d'Eldamar est une baie située près de la région du même nom. Elle a cessé d'exister à la fin du Premier âge.

#### Baie de Balar
La Baie de Balar est une Baie située au sud du Beleriand.

#### Baie de Glace de Forochel
La Baie de Glace de Forochel est une baie située au nord des collines d'Evendim.

#### Baie de Belfalas
La Baie de Belfalas est une immense baie au sud des Montagnes Blanches et à l'est du Harondor.

#### Grand Golfe
Le Grand Golfe est un golfe situé dans la Grande Mer et qui n'apparaît qu'au Premier âge.

#### Golfe de la Lune
Le Golfe de la Lune (aussi nommé « Golfe de Lhûn ») est un golfe qui sépare le Forlindon du Harlindon.

#### Estuaire de Drengist
L'estuaire de Drengist, seulement présent au premier âge, est un étroit estuaire près du Hithlum.

## Adaptations
Les récits dans lesquels Belegaer apparaît n'ont pas été adaptés cinématographiquement. La mer a néanmoins inspiré les dessinateurs comme John Howe ou Ted Nasmith.